# Wittgensteiner Landrecht
Das Wittgensteiner Landrecht ist eine mehr als 450 Jahre alte Gesetzessammlung der Grafschaft Sayn-Wittgenstein, die teilweise erst mit der Einführung des Bürgerlichen Gesetzbuches außer Kraft gesetzt wurde.

## Urheberschaft

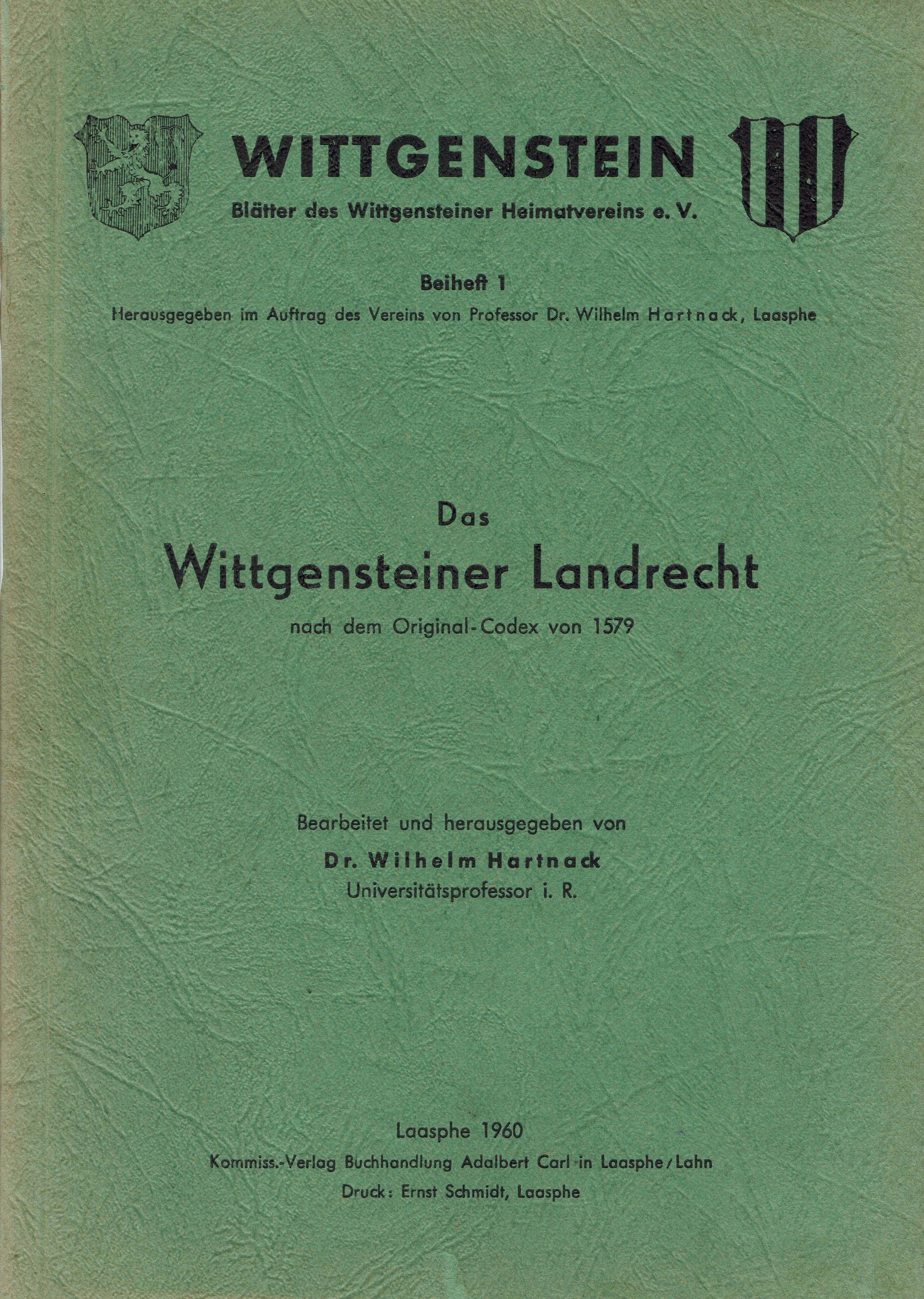
Wilhelm Hartnack: Das Wittgensteiner Landrecht nach dem Original-Codex von 1579.

Das Wittgensteiner Landrecht wurde im letzten Drittel des 16. Jahrhunderts von Graf Ludwig I. zu Sayn-Wittgenstein erlassen. Die einzige noch vorhandene Abschrift trägt den Titel: Ordnungen des Herrn Ludwig von Seyn, Grave zu Witgenstein, Herrn zu Homburg etc. 1579. Als Untertitel wählte man bereits damals die Bezeichnung, unter der die Gesetzessammlung bekannt wurde: Wittgensteiner Landrecht.
Sein Geltungsbereich umfasste im Wesentlichen die ursprüngliche Grafschaft Wittgenstein. Nach Teilung der Grafschaft im Jahre 1603 galt das Gesetzbuch weiterhin fort in den durch die Teilung entstandenen Grafschaften Sayn-Wittgenstein-Berleburg mit der Residenz Berleburg sowie Sayn-Wittgenstein-Wittgenstein mit der Residenz auf Schloss Wittgenstein bei Laasphe.
In der Gerichts-Ordnung wurden drei Undergerichte, die man auch Landgerichte nannte, mit Sitz in Berleburg, Laasphe und Richstein installiert.
Die Gesetze wurden innerhalb ihrer Geltung nicht im Wege des bereits bekannten Buchdrucks veröffentlicht, sondern für die Gerichte handschriftlich vervielfältigt. Ein einziges handschriftliches Exemplar ist noch vorhanden, welches sich im Besitz des Amtsgerichts Bad Berleburg befindet. Die Rechtssammlung wurde von dem Girkhäuser Pfarrer Johann Guden (* etwa 1535; † 2. Juli 1587) in mindestens zweijähriger Arbeit kopiert und im Jahre 1579 fertiggestellt. Guden (häufig auch latinisiert: Gudenus), der sich bereits mit der Abschrift der ersten Berleburger Chronik beschäftigt hatte, schrieb in gotischer Druckschrift. Das von ihm reproduzierte Gesetzbuch besteht aus zwölf Kapiteln auf 432 Seiten und ist in Leder gebunden. Ob es sich bei diesem sorgfältig gearbeiteten Unikat um das Exemplar des damals regierenden Regenten Ludwig I. und seiner Nachfolger handelt, welches beim späteren Übergang von Wittgenstein an Preußen bei den Preußischen Justizbehörden vorgelegt worden war, ist ungeklärt. Zumindest verfügt das Fürstliche Archiv im Schloss Berleburg über keine weitere Ausfertigung des Gesetzbuches.

## Gliederung und Bestandskraft
Drei Kapitel (Gerichts-, Polizey- und Holtz-Ordnung in der Herrschaft Homburg) sind speziell der über Jahrhunderte zum Hause Sayn-Wittgenstein gehörigen Reichsherrschaft Homburg gewidmet. Mit der Polizey-Ordnung (1573), Schreiberey-Ordnung (1579), Reformationis Ecclesiasticae repetitio (1563), Kirchen-Ordnung (1565), Ehe-Ordnung (1579), Hauß-Ordnung (1579), Holtz-Ordnung (1579), Halß-Ordnung (fehlt), Gerichtsordnung in der Graffschafft Wittgenstein (1569) wurden rechtliche Anordnungen in acht Kapiteln erlassen, die mehr als zweihundert Jahre Gültigkeit in Wittgenstein hatten. Ausführungen zum Kapitel Halß-Ordnung fehlen, doch galt auch für die damaligen Territorien die Peinliche Halsgerichtsordnung, die Kaiser Karl V. im Jahre 1532 erlassen hatte. In ihr war materielles Strafrecht, im Wesentlichen jedoch Strafprozessrecht verbindlich geregelt.

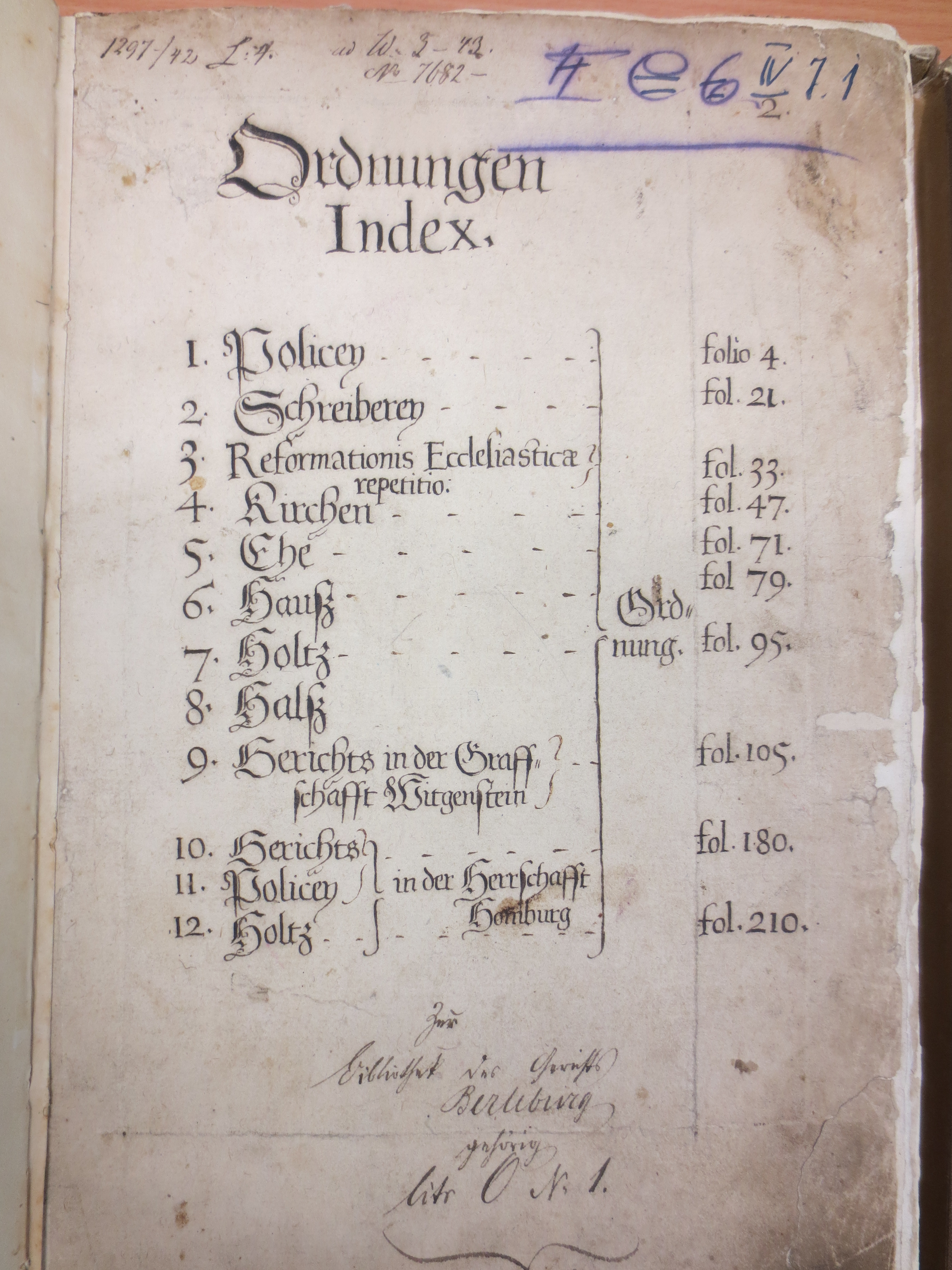
Inhaltsverzeichnis des Wittgensteiner Landrechts von 1579

Die Ordnungen von Graf Ludwig dem Älteren wurden allmählich in der ersten Hälfte des 19. Jahrhunderts durch andere Gesetze abgelöst, nachdem die Wittgensteiner Grafen, die kurz vorher noch in den Fürstenstand erhoben worden waren, ihre Souveränität verloren. An die Stelle des Wittgensteiner Landrechts trat wegen der Übernahme durch das Großherzogtum Hessen (1806–1816) zunächst hessisches, danach preußisches Recht, wobei die in Wittgenstein vorhandenen Gesetze durch die neue Gesetzgebung allgemein noch über einen längeren Zeitraum als Partikularrechte erhalten blieben.
Insoweit wurde in den meisten Teilen Westfalens das Allgemeine Landrecht (ALR) als rechtliche Grundlage eingeführt, während im Herzogtum Westfalen und den beiden Wittgensteiner Grafschaften weitgehend die alten Rechtstraditionen bestehen blieben, bis der Gesetzgeber mit Wirkung vom 1. Januar 1900 das Bürgerliche Gesetzbuch einführte.
Der ehemalige Direktor des Amtsgerichts Bad Berleburg, Erwin Seiffert (1928–2016) bezeichnete in einem Aufsatz zur Geschichte des Landgerichts Siegen das Wittgensteiner Landrecht als Musterbeispiel deutscher Territorial-Gesetzgebung.

## Veröffentlichung
Die Gesetzessammlung wurde durch eine Publikation des Wittgensteiner Heimatvereins im Jahre 1960 einem breiteren Publikum vorgestellt, nachdem der damalige Schriftleiter Wilhelm Hartnack in jahrelanger Arbeit die Gesetze transkribiert und als Beiheft 1 der vereinseigenen Zeitschrift herausgegeben hatte.
Hiermit gelang eine erstmalige Veröffentlichung nach fast 400 Jahren, die mit finanzieller Hilfe des Landes NRW (Finanzminister Dr. A. Sträter, Kultusminister W. Schütz) möglich wurde.